# Мариенберг (крепост)
Вижте пояснителната страница за други значения на Мариенберг.
Крепостта Мариенберг (на немски: Festung Marienberg) е видна забележителност на град Вюрцбург, Германия.
Разположена е на западния бряг на река Майн и съществува още от древни времена. След като шведът Густав Адолф завладява района през 1631 г., замъкът е реконструиран в бароков стил. Днес е парк и музей.
През 704 г. на хълма била построена църквата Мариенкирхе (на немски Marienkirche), а през 13-и в. наоколо били издигнати първите укрепления. През 1482 замъкът бил г. обграден с крепостна стена.
По време на Селската война армия от 15 000 селяни обсадила крепостта (седалище на вюрцбургския епископ), но не могла да проникне през концентричните стени, построени върху стръмния хълм. Когато водачът им Флориан Гейер отишъл в Ротенбург, за да вземе топове, с които да се опитат да превземат крепостта, селяните останали и да лагеруват около стените ѝ. Лагерът обаче бил обграден и нападнат от професионална армия под разпореждането на епископа и над 8000 селяни били избити или ослепени по негова заповед.
410 години по-късно нацистите използвали това събитие като част от своята пропаганда и почитали паметта на Флориан Гейер като по този начин се опитвали да изградят връзка с обикновения човек, да се представят за негови застъпници и същевременно да го отклонят от Католическата църква.
Някъде около 1600 г. Юлий Ехтер ремонтирал крепостта и я превърнал в ренесансов дворец. След похода на Густав Адолф през 1631 г. (Тридесетгодишната война) имало още една реконструкция, а освен това се появила и прекрасна градина.
През Наполеоновите войни крепостта била пленена.
Крепостта Мариенебрг е символ на Вюрцбург и е била дом на принцове и епископи повече от 500 години. На стръмния и хълм има великолепни лозя.